# Ennio Morricone
Ennio Morricone, italijanski skladatelj filmske in klasične glasbe, * 10. november 1928, Rim, Italija, † 6. julij 2020, Rim.
Uspel se je uvrstiti v prvo vrsto ustvarjalcev filmske glasbe, skupaj s skladatelji, kot so Henry Mancini, Andrew Lloyd Webber, Vangelis in Philip Glass. Napisal je skladbe za več kot 500 filmov in TV predstav. Rad je igral trobento in jo tudi vključeval v svojo glasbo. Napisal je tudi glasbo za filmsko upodobitev Hamleta W. Shakespeara. Leta 2007 je v Los Angelesu na 75. podelitvi oskarjev prejel posebno nagrado za življenjsko delo pri ustvarjanju filmske glasbe. Za film Podlih osem Quentina Tarantina iz leta 2015 je prejel oskarja in zlati globus za najboljšo izvirno glasbeno podlago.